# Mia Dimšić
Mia Dimšić (Osijek, Croácia, 7 de novembro de 1992), mais conhecida simplesmente por Mia, é uma cantora croata que irá representar a Croácia no Festival Eurovisão da Canção 2022.

## Discografia

### Álbuns
- "Život nije siv" (2017)
- "Božićno jutro" (2017)
- "Sretan put" (2019)

### Singles
- "Budi mi blizu" (2015)
- "Slobodna" (2015)
- "Život nije siv" (2016)
- "Sanjaj me" (2016)
- "Bezimeni" (2017)
- "Sunce, oblak, vjetar" (2017)
- "Kiša" (2017)
- "Cimet i čaj" (2017)
- "Do posljednjeg retka" (2018)
- "Snježna ulica" (2018)
- "Ovaj grad" (2019)
- "Cesta do sna" (2019)
- "Sva blaga ovog svijeta" (com Marko Tolja) (2019)
- "Pomiče se sat" (2019)
- "Unatrag" (2020)
- "Pomalo slučajno" (2021)
- "Neki novi ljudi" (2021)
- "Guilty Pleasure" (2022)